# Zuehl
Zuehl es un lugar designado por el censo ubicado en el condado de Guadalupe en el estado estadounidense de Texas. En el Censo de 2010 tenía una población de 376 habitantes y una densidad poblacional de 20,6 personas por km².

## Geografía
Zuehl se encuentra ubicado en las coordenadas 29°30′20″N 98°9′1″O / 29.50556, -98.15028. Según la Oficina del Censo de los Estados Unidos, Zuehl tiene una superficie total de 18.25 km², de la cual 18.24 km² corresponden a tierra firme y (0.04%) 0.01 km² es agua.

## Demografía
Según el censo de 2010, había 376 personas residiendo en Zuehl. La densidad de población era de 20,6 hab./km². De los 376 habitantes, Zuehl estaba compuesto por el 95.21% blancos, el 0% eran afroamericanos, el 0.8% eran amerindios, el 1.33% eran asiáticos, el 0% eran isleños del Pacífico, el 1.06% eran de otras razas y el 1.6% pertenecían a dos o más razas. Del total de la población el 12.23% eran hispanos o latinos de cualquier raza.